# Tura Satana
Tura Satana, född Tura Luna Pascual Yamaguchi den 10 juli 1938 på Hokkaido, död 4 februari 2011 i Reno, Nevada, var en japanskfödd amerikansk skådespelerska och danserska.
Satana var född 1938, men använde sig av det fingerade födelseåret 1935 eftersom hon var minderårig då hon inledde sin karriär som artist. Hennes första filmroll var en biroll i Billy Wilders Irma la Douce (1963). 1965 spelade hon Varla, ledaren för det farliga tjejgänget, i Russ Meyers Faster, Pussycat! Kill! Kill!. Därefter medverkade hon i två filmer av Ted V. Mikels. 2002 gjorde hon sin första film på nästan 30 år, en uppföljare till Mikels The Astro-Zombies.
På 1990-talet fanns det ett rockband uppkallat efter henne, Tura Satana.

## Galleri

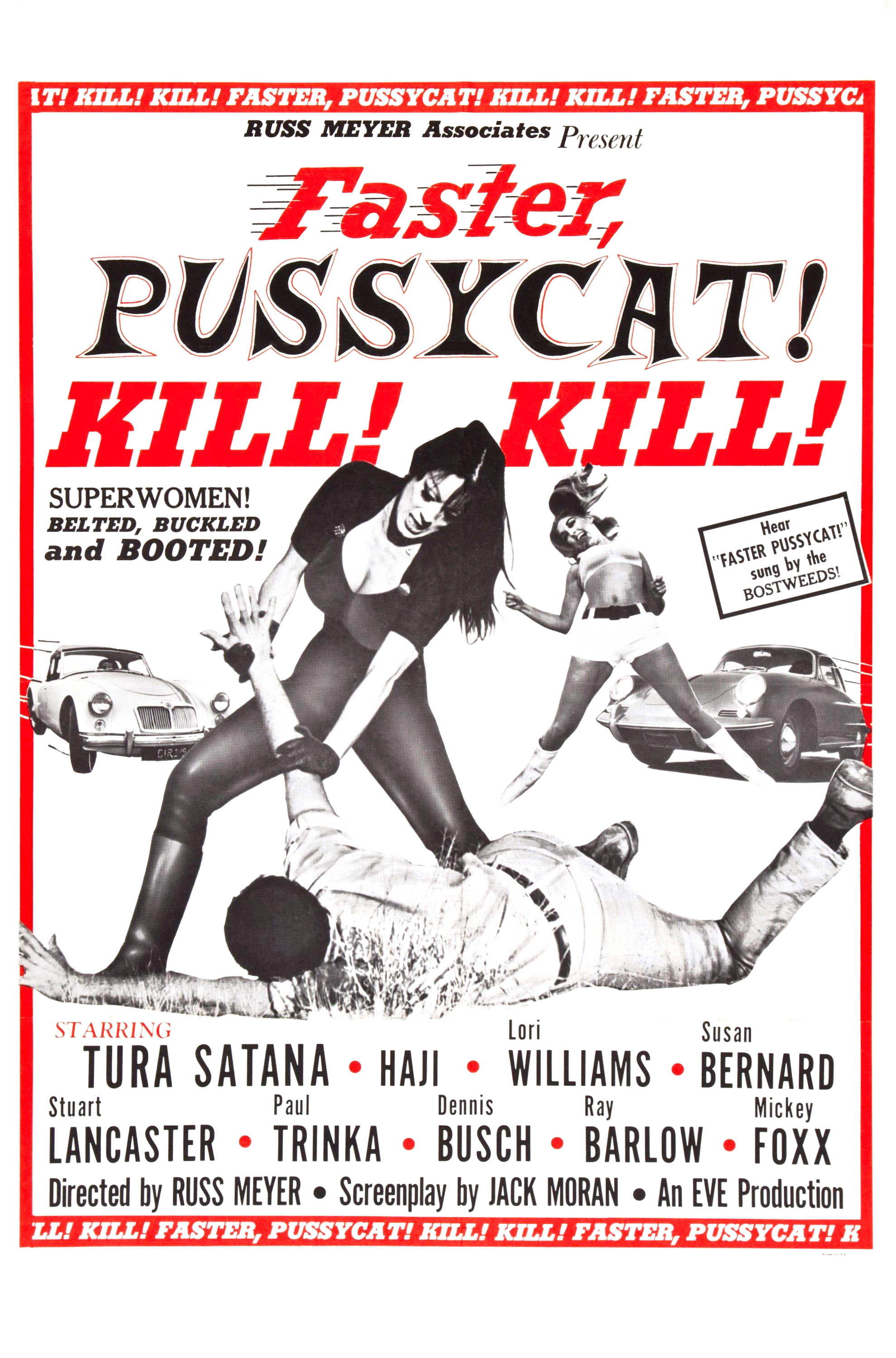
Affischen till Faster pussycat kill kill.
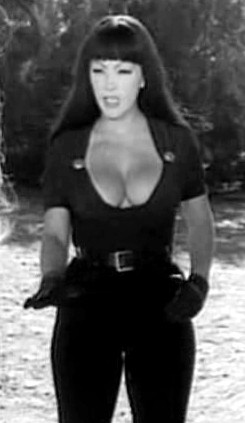
Tura Satana i Faster, Pussycat! Kill! Kill! (1965).
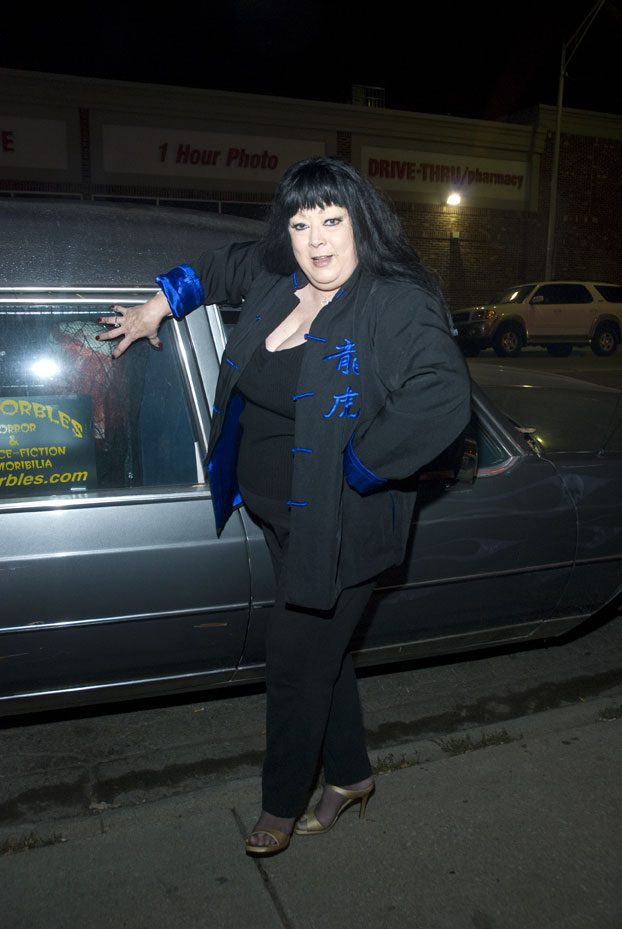
Tura Satana 2008.

## Filmografi
- 1963 – Irma la Douce
- 1965 – Faster, Pussycat! Kill! Kill!
- 1968 – The Astro-Zombies
- 1973 – The Doll Squad
- 2002 – Mark of the Astro-Zombies
- 2009 – Sugar Boxx